# خورخي أكوينو
خورخي أكوينو (بالإسبانية: Jorge Aquino)‏ هو لاعب كرة قدم ومدرب كرة قدم باراغواياني في مركز الدفاع، ولد في 14 ديسمبر 1987 في سيوداد ديل استي في باراغواي. لعب مع كوريكو يونيدو.

## وصلات خارجية
- خورخي أكوينو على موقع قاعدة بيانات كرة القدم.إي يو (الإنجليزية)
- خورخي أكوينو على موقع Soccerway.com (الإنجليزية)
- خورخي أكوينو على موقع AS.com (الإسبانية)